# 外国所得免税
外国所得免税（がいこくしょとく）とは、外国税額控除制度と並ぶ国際的な二重課税の排除方式である。フランスなどが採用している。
外国税額控除は、居住者について全世界所得課税を行う国が、国外で課税を受けた税額を全世界所得に対する税額から控除することにより二重課税を排除する制度であるが、これに対して、外国所得免税は、居住者について、自国内で稼得された所得のみについて課税を行い、国外に源泉のある所得については、課税権を放棄することにより他国との課税権の競合を排除する考え方である。
この考え方を採る場合には、国内源泉の所得と国外源泉の所得とを区分するためのソースルールが重要である。